# Realgymnasium Meran „Albert Einstein“

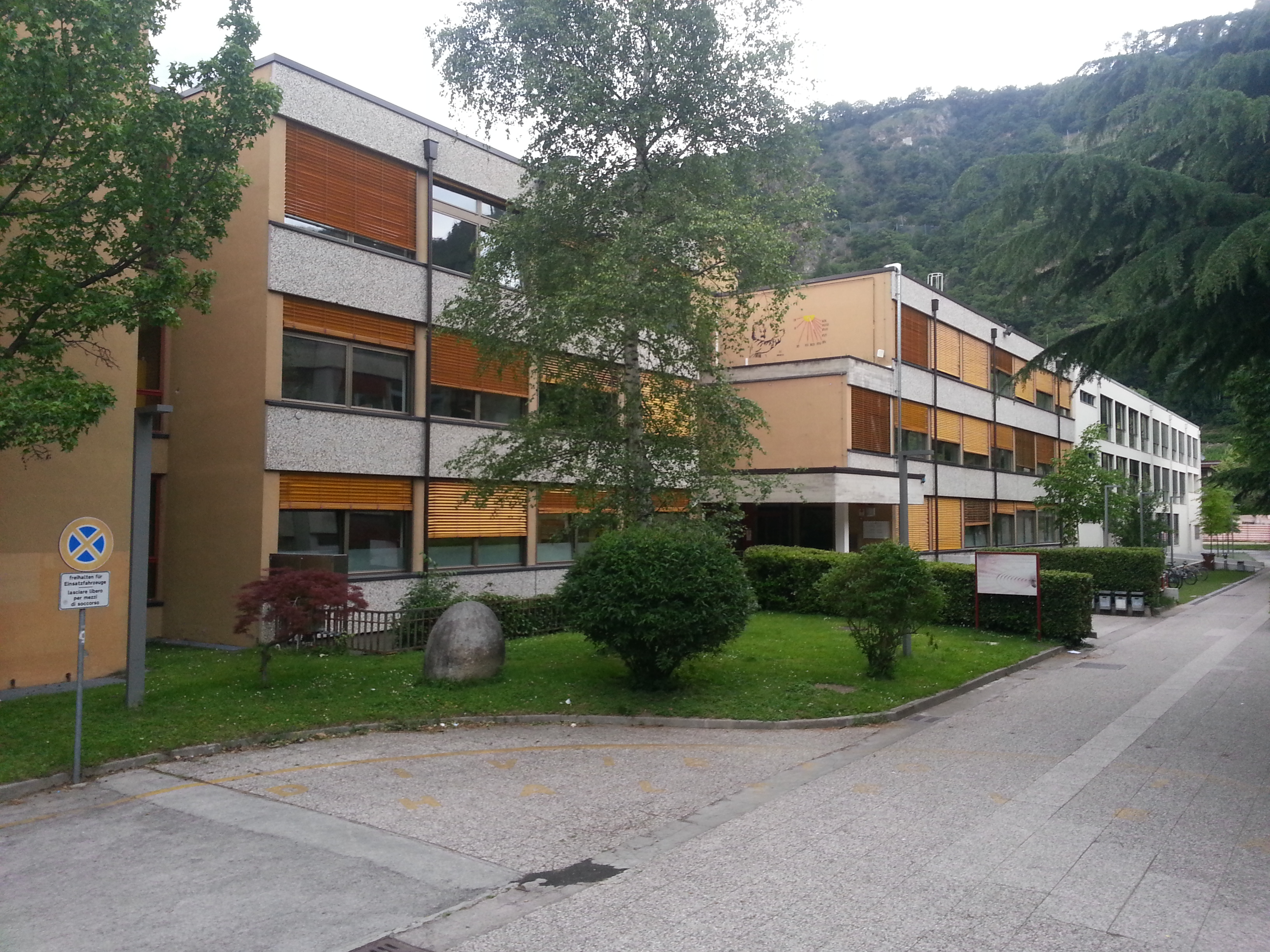
Schulgebäude des Realgymnasiums „Albert Einstein“ mit der angeschlossenen Technologischen Fachoberschule „Oskar von Miller“ Richtung Norden

Das Realgymnasium Meran „Albert Einstein“, vorher Wissenschaftliches Lyzeum Meran, ist ein naturwissenschaftlich orientiertes Gymnasium in Meran. Es wurde 1972 gegründet und nach dem deutschen Physiker Albert Einstein benannt.

## Bildung
Das Realgymnasium bietet bei der Einschreibung zwei Fachrichtungen an. Die Schüler können zwischen der allgemeinen Fachrichtung Realgymnasium und dem Realgymnasium mit Schwerpunkt Angewandte Naturwissenschaften wählen, je nachdem, ob sie eine breit gefächerte Allgemeinbildung mit Latein bevorzugen oder sich vorwiegend den Naturwissenschaften ohne Latein widmen wollen. Das Realgymnasium legt den Schwerpunkt auf die Auseinandersetzung mit der Mathematik und den Naturwissenschaften, ihren Erkenntnissen und deren technologischen Anwendungsmöglichkeiten vor dem Hintergrund der humanistischen Kultur und Tradition.
Im Rahmen des Schwerpunkts „Angewandte Naturwissenschaften“ erwerben die Schüler spezifische Kompetenzen im Bereich der experimentellen Methoden der Naturwissenschaften sowie deren Anwendungen.

## Geschichte
Bereits von 1911 bis 1927 bestand in Meran eine Privat-Realschule bzw. ein Realgymnasium, das auf Initiative eines 1907 gegründeten Komitees mit Mitgliedern der freisinnigen und konservativen Parteien ins Leben gerufen worden war.
Das Realgymnasium Meran „Albert Einstein“ (kurz RG Meran) ist eine allgemeinbildende Oberschule in Meran. Sie wurde im Jahre 1972 unter der Verwaltung des Humanistischen Gymnasiums Meran unter Direktor Franz Kurz als Wissenschaftliches Lyzeum gegründet. Im Jahre 1976 wurde die Schule eigenständig und erhielt die Bezeichnung „Realgymnasium“. Im Jahre 1982 wurde die Schule nach Albert Einstein benannt, nachdem Vorschläge wie Michael Gaismair oder Josef Mayr-Nusser abgelehnt worden waren. 1999 wurden die Direktionen des Realgymnasiums und der Technologischen Fachoberschule Meran „Oskar von Miller“ zusammengelegt.

## Projekte und Veranstaltungen

### Meeresbiologische Woche
Jedes Jahr erhalten die dritten Klassen die Möglichkeit, auf einer einwöchigen Reise ihre meeresbiologischen Kenntnisse zu verbessern und das Zusammengehörigkeitsgefühl zu stärken. Sowohl das Reiseziel, als auch die Unterkunft können von den Schülern in Absprache mit den Lehrpersonen beschlossen werden. Ziel der Reise ist es, vor allem bei Schnorcheln, Mikroskopieren und theoretischem Unterricht, die Unterwasserwelt zu erforschen und diese dabei näher kennen zu lernen.

### Science Night
Eine der jährlich abgehaltenen Veranstaltungen ist die Science Night. Dafür wird von der Schule ein Absolvent bzw. eine Absolventin, die beruflich im naturwissenschaftlich-technischen Bereich tätig ist, eingeladen, um über ein selbstgewähltes Thema zu referieren. Meist bezieht sich das Vortragsthema auf aktuelle Projekte der Forschenden. Die Science Night findet immer an einem Abend im März oder April statt. Die Veranstaltung ist öffentlich und für alle Interessierten zugänglich. Seit 2013 findet die Science Night im Peter-Thalguterhaus in Algund statt. Aufgrund der COVID-19-Pandemie konnte die Science Night 2020 nicht wie gewohnt abgehalten werden, stattdessen wurden der Vortrag und die anschließende Diskussion per Videokonferenz abgehalten.
- 2023/24: Giacomo Roman (Ingenieur)
- 2022/23: Andreas Kofler (Mathematiker)
- 2021/22: Eugenio Bottacini (Astrophysiker)
- 2020/21: Peter Santer (Mediziner und Atemforscher)
- 2019/20: Georg Kaser (Glaziologe und Klimaforscher)
- 2018/19: Elisabeth Gruber (Physikerin)
- 2017/18: Ivan Moser (Mikrobiologe am Westerdijk Fungal Biodiversity Institute in Utrecht)
- 2016/17: Johannes Frasnelli (Mediziner an der Université du Québec à Trois-Rivières)
- 2015/16: Daniel Schrott (Meteorologe beim ORF)
- 2014/15: Nikolaus Augsten (Informatiker an der Universität Salzburg)
- 2013/14: Stefan Stoll (Chemiker an der University of Washington)
- 2012/13: Markus Paulmichl (Biomediziner und Pharmakologe an der Paracelsus Medizinischen Privatuniversität in Salzburg)
- 2011/12: Andreas Ladurner (Molekularbiologe an der Universität München)
- 2010/11: Günther Dissertori (Teilchenphysiker der ETH Zürich am CERN)
- 2009/10: Georg Kaser (Glaziologe an der Universität Innsbruck)
- 2008/09: Sabine Schindler (Astrophysikerin an der Universität Innsbruck)
- 2007/08: Dietmar Kuhn (Teilchenphysiker an der Universität Innsbruck)[5]

### Europatag
Seit 2013 wird rund um den 9. Mai gemeinsam mit anderen Meraner Schulen der Europatag begangen. Schülerinnen und Schüler der deutschen und italienischen Schulen arbeiten an diesem Tag gemeinsam an Europa relevanten Themen wie Wahrung der Menschenrechte, Demokratie und Solidarität und präsentieren diese vor dem anwesenden Publikum.